# Bianca Rinaldi
Bianca de Carvalho e Silva Rinaldi (sinh ngày 15 tháng 10 năm 1974) là một nữ diễn viên người Brazil. Cô được biết đến với vai diễn của mình trong telenovelas, đặc biệt là trong A Escrava Isaura.

## Tiểu sử
Rinaldi sinh ra ở São Paulo, Brazil. Cô được đào tạo như một người tập thể hình từ 8 đến 13 tuổi. Cô bắt đầu sự nghiệp truyền hình của mình vào năm 1990 khi cô được chọn là một "Paquita" cho Xuxa Show. Cô rời chương trình vào năm 1995 để theo đuổi sự nghiệp diễn xuất trong truyền hình và kịch ở nhà hát tại Brazil.
Năm 19 tuổi, cô quyết định học nghệ thuật, do đó bắt đầu công việc của mình trong truyền hình và sân khấu. Ở Malhação, khi vẫn còn hợp đồng với Rede Globo, cô đóng vai người giáo viên chơi Úrsula.
Cô đã nhận được sự tán dương quan trọng từ giới truyền thông Brazil cho vai diễn của cô trong Pícara Sonhadora và A Escrava Isaura.
Năm 2010, Arminda là nhân vật chính trong tiểu thuyết Ribeirão do Tempo. Trong năm 2013, cô đóng vai nhân vật Tany trong José do Egito.
Vào tháng 3 năm 2013, Rinaldi đã không gia hạn hợp đồng với Rede Record, hãng đã tích hợp với đài phát thanh từ năm 2004.
Với việc không gia hạn hợp đồng này với Rede Record, vai diễn cô sẽ đóng trong tiểu thuyết Pecado Mortal, Carlos Lombardi, được trao lại cho Simone Spoladore.
Trong nửa cuối năm 2013, nữ diễn viên đã ký hợp đồng với Rede Globo. Sau đó cô được đóng trong vở opera Em Família.

## Đời tư
Rinaldi đã kết hôn với Eduardo Menga kể từ ngày 1 tháng 1 năm 2002. Họ có hai con gái sinh đôi, Beatriz Menga và Sofia Menga (sinh ngày 10 tháng 5 năm 2009).

## Các bộ phim từng tham gia
- An Adventure on time (Uma aventura no tempo) (2007)
- Didi Wanna be child (Didi quer ser criança) (2004)
- Summer Dream (Sonho de Verão) (1994)
- Crystal Moon (Lua de Cristal) (1990)